# Enchant
Enchant – amerykański zespół grający melodyjnego rocka z akcentami rocka progresywnego. Zespół czerpie swoje inspiracje z muzyki takich grup jak: Marillion, Rush, Dream Theater, Yes czy Queensrÿche.

## Muzycy
- Theodore Michael Leonard – śpiew
- Douglas Allan Ott – gitara
- Edward James Platt – gitara basowa
- William H Jenkins – instrumenty klawiszowe
- Sean Everett Flanegan – perkusja

## Dyskografia
na podstawie: 
- (1993) A Blueprint Of The World
- (1996) Wounded
- (1997) Time Lost
- (1998) Break
- (2000) Juggling 9 Or Dropping 10"
- (2002) Blink Of An Eye
- (2003) Tug Of War
- (2004) Live At Last (2cd)
- (2014) The Great Divide (2cd)